# クリスティアン・ヴィエリ
クリスティアン・ヴィエリ（Christian Vieri, 1973年7月12日 - ）は、イタリア・ボローニャ出身の元サッカー選手。現役時代のポジションはフォワード。
国際サッカー連盟 (FIFA) の創設100周年を記念してペレが選んだFIFA 100の存命125選手の一人。

## 生い立ち
1973年7月12日、イタリアのボローニャで、イタリア・セリエAでプレーしたサッカー選手の父ロベルト・ヴィエリとフランス人母の間に生まれた。3歳の時にシドニーに渡り、少年時代はオーストラリアで育った。サッカーをする直前までラグビーをしていた事で有名だが、本人によると、ラグビーはあまりした事がなく、陸上競技や水泳で体を鍛えていた。サッカー以外にもクリケットが好きで、2003年当時のインタビューでは「もし（現時点でのサッカー選手としての契約と）同内容の契約が提示されるのであれば今すぐサッカー選手を辞めてクリケット選手になる」とまで語ったことがある。アトレティコ・マドリードに移籍した際に、地元の新聞「マルカ」に憧れの選手はオーストラリア人クリケット選手アラン・ボーダー (Allan Border) だと語ったところ、スペインのファンはインターネット検索することになった。
弟のマッシミリアーノ（マックス）・ヴィエリも元オーストラリア代表のサッカー選手。また、祖父も戦前のセリエBでGKとしてプレーした経歴を持ち、突如イタリア行きを宣言したクリスティアンに父親は無理だと断言したが、この祖父がイタリア挑戦を勧めたというエピソードが残っている。

## クラブ経歴
デビューはセリエC1プラート。そのシーズンの90年2月、後に900億リラの移籍金で加入する事となるインテルが獲得しようとしていたが実現ならず、シーズン終了後にエミリアーノ・モンドニコ率いるトリノと契約（トリノ移籍はモンドニコが獲得を考えていたためであった）。しかし、トリノはFWを必要としておらずジョルジョ・ブレッシャーニやワルテル・カーザグランデの控えとしての役回りをする機会が殆どとなる。その後様々なクラブを転々としながら徐々に頭角を現していき、1996-97シーズンにはユヴェントスに移籍し、デル・ピエロとともにこれからのユヴェントスを支えていく若手期待の星として活躍し始めた。このままユヴェントスで順調にキャリアを重ねていくと思いきや、翌1997-98シーズンにはスペインのアトレティコ・マドリードに移籍し、リーガ・エスパニョーラ初参戦にして24試合24得点という成績を残し、得点王を獲得。「リーガは生ぬるい」と発言し、翌シーズンには自身の故郷のラツィオに移籍、セリエAへ復帰した。
1998-99シーズン、ラツィオで圧倒的な存在感を示した後、1999年に3,200万ポンドの移籍金（当時の移籍金史上最高額）でインテルに移籍した。1999年から2005年にかけてインテルに所属し最盛期を迎える。2002-03シーズンには23試合で24得点と出場試合数を上回る得点を記録し、得点王を獲得するもリーグ戦は2位に終わった。インテル在籍の晩年にはプレイに衰えが見られるようになり、古傷や故障も重なって思うようなプレイが出来ず、また若手FWのアドリアーノの台頭もあり出場機会が減っていった。2004-05シーズンを最後にインテルとの契約期間満了後は自由契約となった。2005-06シーズンはACミランへ移籍。しかしシェフチェンコ、インザーギ、ジラルディーノ擁する強力FW陣とのレギュラー争いに敗れ出場機会が得られず、半年後の2006年1月にはASモナコへ完全移籍することとなった。しかしシーズン終了後わずか半年でセリエA・サンプドリアへの移籍が決定するも、サッカーに対する情熱（モチベーション）が保てないとして現役引退を仄めかしていた。この間、イタリアの人気番組「L'isola dei famosi」に出演予定など様々な噂が流れたが、移籍期限ギリギリの8月29日（現地時間）に古巣アタランタへの復帰が決まった。
契約金は約22万円とプロ最低賃金での契約であるが、1ゴールごとにオプション契約として1000万円が支払われることになった。アタランタではACシエーナ戦でセンターサークル少し前から決めたロングシュートこそあったものの、それを含め7試合での補欠出場、2得点のみに終わった。2006-07シーズン終了後、1年間の契約期間が切れたアタランタからフィオレンティーナへ移籍。
2007-08シーズン第19節のトリノFC戦で先制点となるPKを決め、自身通算200得点を達成した。2008年、3度目のアタランタ入団を果たすも、サポーターとのいざこざが絶えず、シーズン終了前に契約解除となった。
2009年、イングランド・プレミアリーグのブラックバーン・ローヴァーズFCの練習に参加していたが途中で帰国した。
2009年10月22日、現役引退を表明した。
現役引退後は、指導者には転身しないことを明言しており、プロのポーカー選手になることを表明したが、後に断念。その後はアパレルブランドの経営に専念しつつ、2018年からはDJとしても活動している。

## 代表経歴
1997年3月29日のモルドバ戦で代表デビュー。ワールドカップには2度出場し、フランスW杯で5試合5得点、日韓W杯で4試合4得点といずれもエースとして活躍したが、チームはフランスW杯ではベスト8、日韓W杯ではベスト16止まりであった。ドイツW杯では自身3度目のW杯を目指していたが、怪我の影響で選考には残らなかった。

## 私生活・性格
若き日には、エリザベッタ・カナーリス 、メリッサ・サッタといった数多くのモデルと浮名を流し、「ラテンの恋人」と呼ばれることもあった。2017年夏からイタリア人モデルのコスタンツァ・カラッチョロと交際、同年には懐妊が報じられたが、ヴィエリは流産したことを明かした。翌2018年に第一子となる娘・ステッラが誕生。
寡黙で気難しく記者泣かせの選手といわれていた。インテル時代、サポーターを挑発、小馬鹿にするパフォーマンスを繰り返したためファンの怒りを買い自身経営の店舗を犯行声明つきの爆破テロで破壊されていた。尚、その声明文は「ヴィエリよ。我々サポーターを舐めるのもいい加減にせよ」とのものであった。
ユヴェントス時代はジネディーヌ・ジダンと特に親密だった。ユヴェントスに移籍当初、環境の変化に馴染めずにスランプ気味だったジダンを実家に招待し、母親のフランス家庭料理でもてなした事がきっかけ。フィリッポ・インザーギとは極めて仲が良く（毎日電話で連絡を取り合うほど）互いに親友であることを公言していたが、一時同じ女性に好意を抱いた時期がありその後しばらくは不仲となった。自身のファッション・ブランドSweet Yearsを所有し、イタリア代表とミランでチームメートだったパオロ・マルディーニと経営している。
ユヴェントスのファンである。

## 個人成績
| 国内大会個人成績 | 国内大会個人成績         | 国内大会個人成績 | 国内大会個人成績 | 国内大会個人成績 | 国内大会個人成績            | 国内大会個人成績 | 国内大会個人成績 | 国内大会個人成績 | 国内大会個人成績 | 国内大会個人成績 | 国内大会個人成績 |
| 年度             | クラブ                   | 背番号           | リーグ           | リーグ戦         | リーグ戦                    | リーグ杯         | リーグ杯         | オープン杯       | オープン杯       | 期間通算         | 期間通算         |
| 年度             | クラブ                   | 背番号           | リーグ           | 出場             | 得点                        | 出場             | 得点             | 出場             | 得点             | 出場             | 得点             |
| イタリア         | イタリア                 | イタリア         | イタリア         | リーグ戦         | リーグ戦                    | イタリア杯       | イタリア杯       | オープン杯       | オープン杯       | 期間通算         | 期間通算         |
| ---------------- | ------------------------ | ---------------- | ---------------- | ---------------- | --------------------------- | ---------------- | ---------------- | ---------------- | ---------------- | ---------------- | ---------------- |
| 1989-90          | プラート                 |                  |                  | 0                | 0                           |                  |                  |                  |                  |                  |                  |
| 1990-91          | トリノ                   |                  |                  | 0                | 0                           |                  |                  |                  |                  |                  |                  |
| 1991-92          | トリノ                   |                  |                  | 6                | 1                           |                  |                  |                  |                  |                  |                  |
| 1992-93          | ピサ                     |                  |                  | 18               | 2                           |                  |                  |                  |                  |                  |                  |
| 1993-94          | ラヴェンナ               |                  |                  | 32               | 12                          |                  |                  |                  |                  |                  |                  |
| 1994-95          | ヴェネツィア             |                  |                  | 29               | 11                          |                  |                  |                  |                  |                  |                  |
| 1995-96          | アタランタ               |                  |                  | 19               | 7                           |                  |                  |                  |                  |                  |                  |
| 1996-97          | ユヴェントス             | 15               |                  | 23               | 8                           |                  |                  |                  |                  |                  |                  |
| スペイン         | スペイン                 | スペイン         | スペイン         | リーグ戦         | リーグ戦                    | 国王杯           | 国王杯           | オープン杯       | オープン杯       | 期間通算         | 期間通算         |
| 1997-98          | アトレティコ・マドリード | 9                |                  | 24               | 24                          |                  |                  |                  |                  |                  |                  |
| イタリア         | イタリア                 | イタリア         | イタリア         | リーグ戦         | リーグ戦                    | イタリア杯       | イタリア杯       | オープン杯       | オープン杯       | 期間通算         | 期間通算         |
| 1998-99          | ラツィオ                 | 32               |                  | 22               | 12                          |                  |                  |                  |                  |                  |                  |
| 1999-00          | インテル                 | 32               |                  | 19               | 13                          |                  |                  |                  |                  |                  |                  |
| 2000-01          | インテル                 | 32               |                  | 27               | 18                          |                  |                  |                  |                  |                  |                  |
| 2001-02          | インテル                 | 32               |                  | 25               | 22                          |                  |                  |                  |                  |                  |                  |
| 2002-03          | インテル                 | 32               |                  | 23               | 24                          |                  |                  |                  |                  |                  |                  |
| 2003-04          | インテル                 | 32               |                  | 22               | 13                          |                  |                  |                  |                  |                  |                  |
| 2004-05          | インテル                 | 32               |                  | 27               | 13                          |                  |                  |                  |                  |                  |                  |
| 2005-06          | ACミラン                 | 32               |                  | 8                | 1                           |                  |                  |                  |                  |                  |                  |
| フランス         | フランス                 | フランス         | フランス         | リーグ戦         | リーグ戦                    | F・リーグ杯      | F・リーグ杯      | フランス杯       | フランス杯       | 期間通算         | 期間通算         |
| 2005-06          | ASモナコ                 | 36               |                  | 7                | 3                           |                  |                  |                  |                  |                  |                  |
| イタリア         | イタリア                 | イタリア         | イタリア         | リーグ戦         | リーグ戦                    | イタリア杯       | イタリア杯       | オープン杯       | オープン杯       | 期間通算         | 期間通算         |
| 2006-07          | アタランタ               | 17               |                  | 7                | 2                           |                  |                  |                  |                  |                  |                  |
| 2007-08          | フィオレンティーナ       | 32               |                  | 16               | 3                           |                  |                  |                  |                  |                  |                  |
| 2008-09          | アタランタ               | 32               |                  | 9                | 2                           |                  |                  |                  |                  |                  |                  |
| 通算             | イタリア                 | イタリア         |                  | 333              | 164\|\|\|\|\|\|\|\|\|\|\|\| |                  |                  |                  |                  |                  |                  |
| 通算             | スペイン                 | スペイン         |                  | 24               | 24\|\|\|\|\|\|\|\|\|\|\|\|  |                  |                  |                  |                  |                  |                  |
| 通算             | フランス                 | フランス         |                  | 7                | 3\|\|\|\|\|\|\|\|\|\|\|\|   |                  |                  |                  |                  |                  |                  |
| 総通算           | 総通算                   | 総通算           | 総通算           | 364              | 191\|\|\|\|\|\|\|\|\|\|\|\| |                  |                  |                  |                  |                  |                  |

## 代表歴

### 出場大会
- イタリア代表
  - 1998 FIFAワールドカップ (ベスト8)
  - 2002 FIFAワールドカップ (ベスト16)

### 試合数
- 国際Aマッチ 49試合 23得点（1997年-2005年）[17]

| イタリア代表 | 国際Aマッチ | 国際Aマッチ |
| 年           | 出場        | 得点        |
| ------------ | ----------- | ----------- |
| 1997         | 7           | 2           |
| 1998         | 7           | 6           |
| 1999         | 5           | 2           |
| 2000         | 1           | 0           |
| 2001         | 2           | 0           |
| 2002         | 8           | 5           |
| 2003         | 6           | 4           |
| 2004         | 7           | 3           |
| 2005         | 6           | 1           |
| 通算         | 49          | 23          |

### 得点
| #   | 開催年月日     | 開催地                                                       | 対戦国           | スコア | 結果 | 試合概要                                          |
| --- | -------------- | ------------------------------------------------------------ | ---------------- | ------ | ---- | ------------------------------------------------- |
| 1.  | 1997年3月29日  | トリエステ、スタディオ・ネレオ・ロッコ                       | モルドバ         | 2–0    | 3–0  | 1998 FIFAワールドカップ・ヨーロッパ予選           |
| 2.  | 1997年10月29日 | モスクワ、ディナモ・スタジアム                               | ロシア           | 0–1    | 1–1  | 1998 FIFAワールドカップ・ヨーロッパ予選プレーオフ |
| 3.  | 1998年6月11日  | ボルドー、パルク・レスキュール                               | チリ             | 1–0    | 2–2  | 1998 FIFAワールドカップ                           |
| 4.  | 1998年6月17日  | モンペリエ、スタッド・ドゥ・ラ・モッソン                     | カメルーン       | 2–0    | 3–0  | 1998 FIFAワールドカップ                           |
| 5.  | 1998年6月17日  | モンペリエ、スタッド・ドゥ・ラ・モッソン                     | カメルーン       | 3–0    | 3–0  | 1998 FIFAワールドカップ                           |
| 6.  | 1998年6月23日  | サン＝ドニ、スタッド・ド・フランス                           | オーストリア     | 1–0    | 2–1  | 1998 FIFAワールドカップ                           |
| 7.  | 1998年6月27日  | マルセイユ、スタッド・ヴェロドローム                         | ノルウェー       | 1–0    | 1–0  | 1998 FIFAワールドカップ                           |
| 8.  | 1998年9月5日   | リヴァプール、アンフィールド                                 | ウェールズ       | 0–2    | 0–2  | UEFA EURO 2000予選                                |
| 9.  | 1999年6月5日   | ボローニャ、スタディオ・レナート・ダッラーラ                 | ウェールズ       | 1–0    | 4–0  | UEFA EURO 2000予選                                |
| 10. | 1999年9月8日   | ナポリ、スタディオ・サン・パオロ                             | デンマーク       | 2–0    | 2–3  | UEFA EURO 2000予選                                |
| 11. | 2002年6月3日   | 札幌市、札幌ドーム                                           | エクアドル       | 1–0    | 2–0  | 2002 FIFAワールドカップ                           |
| 12. | 2002年6月3日   | 札幌市、札幌ドーム                                           | エクアドル       | 2–0    | 2–0  | 2002 FIFAワールドカップ                           |
| 13. | 2002年6月8日   | 鹿嶋市、カシマサッカースタジアム                             | クロアチア       | 1–0    | 1–2  | 2002 FIFAワールドカップ                           |
| 14. | 2002年6月18日  | 大田、大田ワールドカップ競技場                               | 韓国             | 0–1    | 2–1  | 2002 FIFAワールドカップ                           |
| 15. | 2002年11月20日 | ペスカーラ、スタディオ・アドリアティコ                       | トルコ           | 1–1    | 1–1  | 親善試合                                          |
| 16. | 2003年3月29日  | パレルモ、スタディオ・レンツォ・バルベラ                     | フィンランド     | 1–0    | 2–0  | UEFA EURO 2004予選                                |
| 17. | 2003年3月29日  | パレルモ、スタディオ・レンツォ・バルベラ                     | フィンランド     | 3–0    | 2–0  | UEFA EURO 2004予選                                |
| 18. | 2003年8月20日  | シュトゥットガルト、ゴットリープ・ダイムラー・シュタディオン | ドイツ           | 0–1    | 0–1  | 親善試合                                          |
| 19. | 2003年10月11日 | レッジョ・ディ・カラブリア、スタディオ・オレステ・グラニッロ | アゼルバイジャン | 2–0    | 4–0  | UEFA EURO 2004予選                                |
| 20. | 2004年2月18日  | パレルモ、スタディオ・レンツォ・バルベラ                     | チェコ           | 1–0    | 2–2  | 親善試合                                          |
| 21. | 2004年3月31日  | ブラガ、エスタディオ・ムニシパル・デ・ブラガ                 | ポルトガル       | 1–1    | 1–2  | 親善試合                                          |
| 22. | 2004年4月28日  | ジェノヴァ、スタディオ・ルイジ・フェッラーリス               | スペイン         | 1–1    | 1–1  | 親善試合                                          |
| 23. | 2005年10月12日 | レッチェ、スタディオ・ヴィア・デル・マーレ                   | モルドバ         | 1–0    | 2–1  | 2006 FIFAワールドカップ・ヨーロッパ予選           |

## 受賞・獲得タイトル

### クラブ
トリノ
- コッパ・イタリア：1992-93

ユヴェントス
- UEFAスーパーカップ：1996
- インターコンチネンタルカップ：1996
- セリエA：1996-97

ラツィオ
- スーペルコッパ・イタリアーナ：1998
- UEFAカップウィナーズカップ：1998-99

インテル
- コッパ・イタリア：2004-05

### 代表
- UEFA U-21欧州選手権：1994, 1996

### 個人
- リーガ・エスパニョーラ得点王 1997-98シーズン
- 20世紀の偉大なサッカー選手100人 69位（ワールドサッカー誌選出 1999）
- セリエA得点王 2002-03シーズン
- イタリア人サッカー選手賞 1999年、2002年
- FIFA100
- ビドーネ・ドーロ 2005年